# Olivia Culpo
Olivia Culpo (Cranston, Rhode Island, 1992. május 8. –) amerikai szépségkirálynő, a 2012. évi, 61. Miss Universe verseny győztese.
A bostoni egyetemre járt, míg meg nem nyerte a Miss USA 2012 versenyt 2012. június 3-án, ahol Rhode Island államot képviselte. Ugyanezen év december 19-én Las Vegasban Miss Universe-é választották, így Miss USA címét elvesztette, utódja a második helyezett Nana Meriwether lett.
Culpo mint Miss Universe több országba ellátogatott, ahol többnyire a helyi szépségversenyeken vett részt mint meghívott vendég.
Jól játszik csellón. A Boston Youth Symphony zenekar tagjaként fellépett már a Boston Symphony Hallban és a Carnegie Hallban is.

## Kapcsolódó szócikk
Miss Universe-győztesek listája

## Fordítás
- Ez a szócikk részben vagy egészben  az   Olivia Culpo című angol Wikipédia-szócikk ezen változatának fordításán alapul.  Az eredeti cikk szerkesztőit annak laptörténete sorolja fel. Ez a jelzés csupán a megfogalmazás eredetét és a szerzői jogokat jelzi, nem szolgál a cikkben szereplő információk forrásmegjelöléseként.